# Bromus riparius
Bromus riparius là một loài thực vật có hoa trong họ Hòa thảo. Loài này được Rehmann mô tả khoa học đầu tiên năm 1871 publ. 1872.